# Заремби-Косьцельні
Заремби-Косьцельне (пол. Zaręby Kościelne) — село в Польщі, у гміні Заремби-Косьцельні Островського повіту Мазовецького воєводства. Населення — 676 осіб (2011).
У 1975—1998 роках село належало до Ломжинського воєводства.

## Демографія
Демографічна структура станом на 31 березня 2011 року:
|          | Загалом | Допрацездатний вік | Працездатний вік | Постпрацездатний вік |
| -------- | ------- | ------------------ | ---------------- | -------------------- |
| Чоловіки | 337     | 75                 | 229              | 33                   |
| Жінки    | 339     | 63                 | 197              | 79                   |
| Разом    | 676     | 138                | 426              | 112                  |